# United Jazz + Rock Ensemble
Das United Jazz + Rock Ensemble (abgekürzt United oder UJRE) war eine in Deutschland gegründete Fusion-Band, die von 1977 bis 2002 bestand und Größen des Jazz und Jazzrock aus ganz Europa und Nordamerika vereinigte.
In seiner mit fünf bis sechs Bläsern annähernden Bigband-Besetzung spielte das Ensemble überwiegend Eigenkompositionen. Die Stilistik der Stücke ist vor allem dem Jazzrock verbunden, aber auch andere Musikstilrichtungen sind vertreten.
Die einzelnen Mitglieder der Band hatten bereits vor der Gründung und auch parallel zur Existenz des United Jazz + Rock Ensembles erfolgreich Musik in unterschiedlichen Stilrichtungen gemacht, weshalb das UJRE auch „Band der Bandleader“ genannt wurde. Die fachlich herausragende künstlerische Stellung der Musiker wird auch dadurch belegt, dass einige von ihnen an (Musik-)Hochschulen lehrten bzw. noch lehren. Diese prägende Vielfalt aus verschiedenen, gleichwertigen Musikern, von denen jeder eigene Kompositionen – oft aus der Arbeit mit eigenen Ensembles – zum Repertoire beisteuerte, sorgte für viel Abwechslung und gab der Band einen gewissen experimentellen Touch.

## Geschichte

### Elfeinhalb Ensemble
Im Jahre 1975 plante der Regisseur Werner Schretzmeier, die Jugendserie Goldener Sonntag für den Süddeutschen Rundfunk zu drehen. Für diese Serie sollte eine Studiogruppe gegründet werden. Schretzmeier wandte sich an Wolfgang Dauner, für den er schon früher, als Manager der Avantgarde-Gruppe et cetera, gearbeitet hatte. Da die Musik der Zielgruppe wegen rockiger und kein „reiner“ Jazz sein sollte, sprach Dauner Schlagzeuger Jon Hiseman an, mit dem er seit einer gemeinsamen Platte befreundet war. Mit Hiseman kam auch dessen Frau, die Saxophonistin und Flötistin Barbara Thompson, die in dessen Band Colosseum als Sidewoman auf Tonträgern mitgespielt hatte, und in deren Band Paraphernalia Hiseman einige Jahre später trommeln sollte. Zu den Erstangesprochenen gehörten überdies Gitarrist Volker Kriegel, Posaunist Albert Mangelsdorff und der bereits seit 1967 in Stuttgart lebende, niederländische Trompeter Ack van Rooyen, der in der SWR Big Band und bei Peter Herbolzheimer spielte.
Das Elfeinhalb Ensemble, benannt nach der sonntäglichen Sendezeit, spielte zunächst in wechselnden Besetzungen mit Dauner und Kriegel als organisatorischen Köpfen und Haupt-Komponisten. Mit der Zeit kristallisierte sich allerdings eine feste Besetzung heraus mit dem schottischen Trompeter Ian Carr, Gründer der Rockjazz-Kombo Nucleus, und dem amerikanischen Saxophonisten Charlie Mariano, der sich bereits in der Kraut(jazz)rock-Band Embryo dem Rock-Jazz mit südindischen Einflüssen zugewandt hatte. Bassist und mit Abstand jüngstes Ensemblemitglied (* 1953) war damals noch der ebenfalls von Embryo kommende, wenngleich nur unmittelbar vor Marianos Zeit dort beschäftigte Dave King, der bereits seit 1970 in Deutschland lebte und als Koproduzent für Udo Lindenberg arbeitete, auf dessen späterer Platte Udopia er durch virtuose Funkbass-Läufe von sich reden machen sollte. Auf der anderen Seite der Altersskala standen Mariano (* 1923) und, mit etwas Abstand, Mangelsdorff (* 1928), die bereits in den 1950er Jahren weltweite Anerkennung erlangt hatten.

### Mood Records und die ersten Alben
Nachdem sich in der Fernsehredaktion Anfragen nach Tonträgern des Elfeinhalb Ensembles gehäuft hatten, stellten erste Kontakte mit Produzenten und Plattenfirmen heraus, dass diese, trotz der Bekanntheit der Bandmitglieder, sehr skeptisch in Bezug auf eine kommerzielle Veröffentlichung waren, was in der Folge dazu führte, dass Dauner, Mangelsdorff, van Rooyen und Kriegel sowie Werner Schretzmeier und Christoph Wertz eigens das Label Mood Records gründeten, auf dem fortan nicht nur sämtliche Scheiben der Kombo erscheinen sollten, sondern auch diverse Solo- und Mixed-Projekte der Bandmitglieder.
Ihr Debütalbum Live im Schützenhaus aus dem Jahr 1977 errang im Folgejahr den Deutschen Schallplattenpreis in der Kategorie „Solist/Ensemble – Jazz national“ und Mangelsdorff wurde „Künstler des Jahres“. Es ist bis heute (2023) die erfolgreichste deutsche Jazzplatte. Am Bass war nunmehr Eberhard Weber, ein alter Weggefährte Dauners und Kriegels, der bis in die frühen 1990er in der Stammbesetzung bleiben sollte. Jüngste Bandmitglieder des nunmehr nur gut zwei Jahrzehnte reichenden Spektrums waren Kriegel (* 1943) und das Ehepaar Hiseman/Thompson (beide * 1944).
Bekannteste Stücke des Debütalbums sind der Opener Circus Gambert aus der Feder Kriegels mit einem spektakulären Solo von Mangelsdorff sowie das abschließende Be-Bop Rock von Dauner, das lange Jahre auch gängiges Schlussstück bei Liveauftritten bleiben sollte. Ebenfalls als Klassiker der Band gilt Marianos ethnisch angehauchtes South Indian Line.
Im Jahr 1978 erschien das Album Teamwork mit Carrs Gone With The Weed, im Folgejahr dann The Break Even Point mit Thompsons Song With No Name, beides Studioalben. Auf der zweitgenannten Platte spielt bereits der Kanadier Kenny Wheeler, in Herbolzheimers Big Band bereits Jahre zuvor Kollege von van Rooyen, mit, der die Anzahl der Trompeten auf drei und die der Blechbläser auf vier erhöhte bei nach wie vor zwei Holzbläsern.

### 1980er Jahre
Im Jahr 1981 erschien das Doppelalbum Live in Berlin mit Dauners Ausgeschlafen als Opener, welches in der Folge auch für Jahrzehnte sehr oft als Opener von Konzerten dienen sollte. Kriegel steuerte insbesondere das groove- wie temporeiche Storyboard sowie Freibad Süd bei, dessen Melancholie abermals durch ein avantgardistisches Posaunensolo von Mangelsdorff unterbrochen wird. Ferner erschien in Form von Zwischenbilanz – Das Beste aus den Jahren 1977–1981 ein erster Sampler der Band.
Das Album Live Opus Sechs, das sich 1984 anschloss, war im Grunde nur dann das sechste Album der Band, wenn man entweder Live in Berlin doppelt zählte oder die Zwischenbilanz mit einrechnete. Die Wiederkehr von Barbara Thompson entwickelte sich zum wohl beliebtesten Stück der Band überhaupt. Anders als bei den meisten anderen Stücken der Band, in denen Soloeinlagen, wie im traditionellen Jazz nicht unüblich, eher wie einzelne Strophen eines Lieds wirken, verbindet hier Thompsons sich allmählich steigerndes, sehr langes Solo das trompetenlastige Grundthema im Intro mit seiner Auflösung am Ende. Temporär wurde Wheeler im Opus Sechs und auf dem Folgealbum durch den Münchner Johannes Faber ersetzt, der das Altersspektrum wieder vergrößerte (* 1952).
Im Jahr 1985 erschien in Highlights abermals ein „Best of“, das sich indes in Teilen mit der Zwischenbilanz überschneidet, 1987 kam dann mit Round Seven wieder ein Album, das die gedachte Albumnummer im Titel trägt. Es startet mit Dauners Suite In 3 Movements - Feuerwerxmusik, dessen Titel sich an Händels Feuerwerksmusik anlehnt. Mangelsedorf, dessen Songtitel schon zuvor durch Wortwitz aufgefallen waren („Des'sch Too Much“ auf der Live in Berlin, „Wart G'schwind“ auf der Teamwork), nannte das Schlussstück, in Anlehnung an den zu einem längeren Solo kommenden Drummer, Ganz Schön Heiß Man.

### 1990er Jahre bis zur Bandauflösung
Auf dem Album Na Endlich! / Live In Concert (1992) wurde Faber wieder durch Wheeler ersetzt, ferner stand statt Weber wieder Dave King am Bass. Das von Thompson arrangierte Abschlussstück Echoes Of Harlem ist eine Hommage an dessen Komponisten Duke Ellington. Das Album Highlights II (Including Duke Ellington Medley) von 1994 ist, wie der Titel bereits andeutet, nicht nur eine Erweiterung des Best Ofs aus „Highlights“, sondern enthält auch ein bis dato unveröffentlichtes Medley aus vier Stücken Ellingtons, die jeweils von Mariano, Mangelsdorff, van Rooyen und Dauner arrangiert wurden. Davon abgesehen sind mit Gone With the Weed, Song With no Name und Freibad Süd auch deutlich ältere Stücke dabei, die auf der Highlights I keine Berücksichtigung gefunden hatten.
Im Jahr 1996 erschien Die Neunte Von United, auf der statt Charlie Mariano Christof Lauer (* 1953) am Saxophon zu hören ist. Auf dem 1999 erschienenen letzten Album X ersetzte überdies Thorsten Benkenstein, mit Abstand jüngstes Ensemblemitglied (* 1968), Kenny Wheeler an der Trompete. Bereits im Vorjahr hatte eine Reihe mit Kompilationen unter dem Titel „The United Jazz + Rock Ensemble Plays ...“ begonnen, in denen jeweils ausgesuchte Stücke aus der Feder der jeweiligen Namensgeber Mangelsdorff, Dauner, Kriegel und Thompson zu hören sind.
Im Jahre 2002 kam es, mit Rüdiger Baldauf (* 1961) statt Benkenstein, in Form der der Farewell Tour 2002 zum Abschied der Gruppe von gemeinsamen Auftritten. Dieses war nicht zuletzt durch die Parkinson-Erkrankung von Barbara Thompson begründet.
Am 12. September 2003 fand sich das Ensemble noch einmal zusammen, indem es zu Ehren des 75. Geburtstages von Albert Mangelsdorff ein Konzert in der Alten Oper Frankfurt gab. Das Aufgebot entsprach der o. a. letzten Besetzung – allerdings spielte Kenny Wheeler statt Ian Carr Trompete, der Part des im selben Jahr verstorbenen Gitarristen Volker Kriegel blieb unbesetzt.
Nach Kriegel (2003), Mangelsdorff (2005) sowie Carr und Mariano (2009) verstarben, mit etwas Abstand, auch Wheeler (2014), Hiseman (2018), Dauner (2020), van Rooyen (2021) und Thompson (2022), sodass von den Stammbesetzungen nur die Bassisten King und Weber verblieben.

### Second Generation
2012 war es zur Wiederbelebung des Tentetts durch Dauner gekommen: Neu verpflichtet wurden „gestandene Profis der jüngeren Generation“ – die Saxophonisten Klaus Graf und Bobby Stern, die Trompeter Claus Stötter, Tobias Weidinger und Stephan Zimmermann, der Posaunist Adrian Mears, Gitarrist Frank Kuruc und Schlagzeuger Flo Dauner. Von der alten Besetzung ist seit Dauners Tod im Jahr 2020 nur noch Bassist Dave King dabei.

## Diskografie
- Originalformation:
  - Live im Schützenhaus (1977)
  - Teamwork  (1978)
  - The Break Even Point (1979)
  - Live in Berlin (1981)
  - Zwischenbilanz – Das Beste aus den Jahren 1977–1981
  - United Live Opus Sechs (1984)
  - Highlights (1986)
  - Round Seven (1987)
  - Na endlich! – Live in Concert (1992)
  - Highlights I + II (1994)
  - Die Neunte von United (1996)
  - The United Jazz + Rock Ensemble Plays Albert Mangelsdorff (1998)
  - X (1999)
  - The United Jazz + Rock Ensemble Plays Wolfgang Dauner (2001)
  - The United Jazz + Rock Ensemble Plays Volker Kriegel (2002)
  - The United Jazz + Rock Ensemble Plays Barbara Thompson (2002)
- Second Generation:
  - United Jazz + Rock Ensemble Second Generation: Wolfgang Dauner’s United 2 (2012)